# Vulpea (constelație)
Vulpea, mai exact Vulpița (în latină: Vulpecula), este numele unei constelații din emisfera nordică a bolții cerești. 

## Descriere și localizare

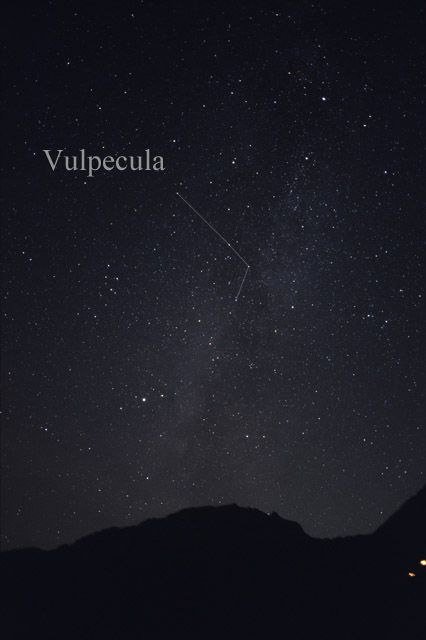
Constelația Vulpea văzută cu ochiul liber. Pentru identificarea mai ușoară au fost trasate linii între stele.

Constelația Vulpea se află situată între constelațiile Lebăda (Cygnus) și Săgeata (Sagitta). Cea mai strălucitoare stea din Vulpea nu depășește magnitudinea 4.
Prin Vulpea trece Calea Lactee, cu numeroasele ei stele și alte obiecte cerești. Printre acestea interesant de observat sunt Norul Planetar M 27 (Norul Halterei) precum și aglomerația deschisă (roiul deschis) de stele Collinder 399 numită și Umerașul (Coathanger Cluster).

## Obiecte cerești
Coordonate:  20h 00m 00s, +25° 00′ 00″